# Американский фестиваль танца
Американский фестиваль танца (англ. American Dance Festival, сокращённо ADF) — ежегодный летний шестинедельный фестиваль современного танца и одновременная шестинедельная образовательная программа, организованные в Колледже Коннектикута в 1948 году. Начиная с 1978 года проводятся в Университете Дьюка и Даремском центре исполнительских искусств в городе Дарем (Северная Каролина). Для подростков 12—16 лет проводится сокращённая трёхнедельная школа. Зимой также проводятся кратковременные недельные программы в Нью-Йорке и в Пасадине (Калифорния).

## История
Предшественником Американского фестиваля танца считается Беннингтонский фестиваль — летняя программа Беннингтонского колледжа, существовавшая в штате Вермонт в 1934—1942 годах. Организатором фестиваля была танцовщица труппы Марты Грэм Марта Хилл, в 1932 году ставшая главой танцевального факультета этого вновь организованного женского колледжа. Здесь преподавали и показывали свои новые хореографические работы такие пионеры современного танца, как Ханья Хольм, Марта Грэм, Дорис Хамфри, Чарльз Вейдман. В 1939 году программа переехала в оклендский Миллз-колледж (Калифорния), где в качестве хореографа дебютировал Хосе Лимон, — однако вернулась в Вермонт в следующем году. Последний фестиваль был проведён летом 1942 года.
В 1948 году по аналогии с Беннингтонским фестивалем была создана похожая летняя программа в Коннектикут-колледже в Нью-Лондоне (штат Коннектикут). Первоначально официальное название было «Американский фестиваль танца Нью-Йоркского университета — Танцевальной школы Коннектикут-колледжа» (New York University – Connecticut College School of Dance / American Dance Festival). В 1969 году вновь назначенный директор фестиваля Чарльз Рейнхарт сократил название до более лаконичного «Американский фестиваль танца». В 1978 году, после 30 лет в кампусе Коннектикут-колледжа, фестиваль переехал в Северную Каролину, в кампус Университета Дьюка.
На фестивале демонстрируются как репертуарные спектакли компаний современного танца, так и премьеры, заказанные фестивалем и подготовленные хореографами во время учебного процесса. Среди выступавших здесь трупп — компании Хосе Лимона, Перл Лэнг, Беллы Левицки, Софи Маслов, Алвина Николаи, Мерса Каннингема, Эрика Хоукинса, Пола Тейлора, Алвина Эйли, Лара Любовича, Марка Морриса, Мередит Монк, Твайлы Тарп, Триши Браун, Дональда Маккейла, Билла Т. Джонса, Марты Кларк, Джона Джасперса, Роберта Брауна, Шона Каррена, «Пилоболус», дуэт Wang Ramirez и многие другие. Из зарубежных хореографов приглашались Маги Марен, Анна Тереза де Кеерсмакер, дуэт Эйко & Кома, Шэнь Вэй, Татьяна Баганова.
Самый большой театр в Каролине, Даремский центр исполнительских искусств, был построен отчасти как площадка для спектаклей фестиваля.

## Педагоги и студенты
Среди преподавателей фестиваля была танцовщица и хореограф Рут Каррьер.
В 1978 году среди студентов фестиваля была Мадонна, в то время учившаяся в Мичиганском университете.

## Публикации
ADF выпустил ряд гуманитарных публикаций, в том числе «Философские эссе о танце» (1981), «Эстетическое и культурное значение современного танца» (1984), «Чёрная традиция в американском современном танце» (1988), и её продолжение, «Афроамериканский гений современного танца» (1993), «Танцы в различных культурах» (1995), «Размышления об истоке искусства» (1998), и «Современный танец, джаз и американская культура» (2000), «Кто не боится Марты Грэм?» Джеральда Майерса (2008).

## Премии
ADF присуждает следующие премии:

##### Хореографам
Samuel H. Scripps / American Dance Festival Award for lifetime achievement in modern dance
Премия Сэмюэла Скриппса в размере 35 (позднее 50) тысяч $ вручается выдающимся хореографам за достижения в области современного танца. Среди её получателей:
- 1981 — Марта Грэм
- 1982 — Мерс Каннингем
- 1983 — Пол Тейлор
- 1984 — Ханя Хольм
- 1985 — Алвин Николай[англ.]
- 1986 — Кэтрин Данем
- 1987 — Алвин Эйли
- 1988 — Эрик Хоукинс[англ.]
- 1989 — Дорис Хамфри, Чарльз Вейдман и Хосе Лимон (посмертно)
- 1990 — Твайла Тарп
- 1991 — Анна Соколова
- 1992 — Дональд Маккейл[англ.]
- 1993 — Талли Битти[англ.]
- 1994 — Триша Браун
- 1995 — Пёрл Примюс[англ.] и Элен Тамирис[англ.] (посмертно)
- 1996 — Мередит Монк
- 1997 — Энн Халприн[англ.]
- 1998 — дуэт «Братья Николас» (Файяр[англ.] и Гарольд Николас[англ.])
- 1999 — Пина Бауш
- 2000 — «Пилоболус»
- 2001 — Гарт Фаган[англ.]
- 2003 — Маги Марен
- 2004 — Эйко и Кома[англ.]
- 2005 — Билл Т. Джонс
- 2006 —Мюррей Луис[англ.]
- 2007 — Марк Моррис[англ.]
- Лора Дин[англ.]
- Охад Нахарин[англ.]
- Марта Кларк[англ.]
- Анна Тереза де Кеерсмакер
- Уильям Форсайт
- Анжелен Прельжокаж
- Линь Хуайминь

##### Педагогам
Balasaraswati / Joy Anne Dewey Beinecke Endowed Chair for Distinguished Teaching
Премия Баласарасвати — Бейнеке, учреждённая Луизой Скриппс и Уолтером Бейнике вручается педагогам за заслуги в преподавании. Среди её получателей: Пёрл Примюс, Дэниел Нэгрин, Бетти Джонс, Белла Левицки, Этель Батлер (Ethel Butler), Анна Халприн, Дональд Маккейл, Бесси Шонберг, Мэтт Мэтокс, Полин Конер, Виола Фарбер, Мэри Энтони, Уолтер Никс, Джейн Дадли, Софи Маслов, Перл Лэнг, Марта Майерс (Martha Myers), Кармен де Лавалейд, Гас Соломонс-младший, Джерри Хулихэн (Gerri Houlihan), Чак Дэвис, Linda Tarnay, Douglas Nielsen, Dianne McIntyre, Carolyn Adams, Ruth Andrien, Шэрон Кинни, Yang Meiqi, Donna Faye Burchfield, Ana Marie Forsythe, Phyllis Lamhut, Irene Dowd.